# دايسوكي أونو
دايسوكي أونو (باليابانية: 青野 大介) (مواليد 19 سبتمبر 1979)، هو لاعب كرة قدم ياباني سابق كان يلعب كلاعب وسط.

## وصلات خارجية
- دايسوكي أونو على موقع رابطة كرة القدم اليابانية للمحترفين (اليابانية)
- دايسوكي أونو على موقع قاعدة بيانات كرة القدم.إي يو (الإنجليزية)
- دايسوكي أونو على موقع Soccerway.com (الإنجليزية)
- دايسوكي أونو على موقع عالم كرة القدم.نت (الإنجليزية)